# 棉船镇
棉船镇，是中华人民共和国江西省九江市彭泽县下辖的一个乡镇级行政单位。

## 行政区划
棉船镇下辖以下地区：
金洲社区、江心村、升洲村、光明村、朝阳村、新洲村、新淡村、日新村、良洲村、复排村、金星村和亭子墈村。